# 王鈇墓
王鈇墓位于中国江苏省苏州常熟市虞山南麓烧香浜，为明嘉靖时常熟知县王鈇的墓葬，由严讷撰墓志、陈瓒撰墓表。墓坐北朝南，由墓道、石坊（近年所立，额书“忠臣王公墓道”）、拜台、罗城和墓堆组成，封土直径3.3米，高0.9米，后为清同治十三年（1874）所立墓碑（图），上刻“明常熟知县赠太仆少卿王公墓”，上有屋顶造型。

## 图集
- 石坊
- 石坊局部
- 拜台、罗城和墓堆
- 罗城和墓堆正视
- 罗城和墓堆俯视
- 墓碑上部屋顶造型